# 建设大楼
建设大楼（Development Building）是中国建设银公司的总部大楼，位于今上海市黄浦区江西中路181号。1994年被列为上海市第二批优秀历史建筑。

## 历史
1934年，财政部部长宋子文卸任，在上海创办中国建设银公司（China Development Finance Corporation ）。
建设大楼建于1934年，由新瑞和洋行设计，位于上海公共租界中区的江西路、福州路圆形路口的西南转角（江西路181号），与西北转角的上海公共租界工部局大厦，东北转角的都城饭店（Metropole Hotel）和东南转角的汉弥尔登大楼（Hamilton House），都采用凹进方式，形成一个微型圆形广场。其建筑风格与都城饭店、汉弥尔登大楼相似，属于典型的装饰艺术运动风格。其西侧是福州路185号上海公共租界中央捕房。

 
1941年12月8日，日军占领公共租界，占领建设大楼。
战后，中国建設銀行公司收回大楼，大部分楼层出租给美国驻上海总领事馆。1949年以后，建设大楼被新政府接管，由上海市冶金工业局使用。